# Casamento della Marchesa

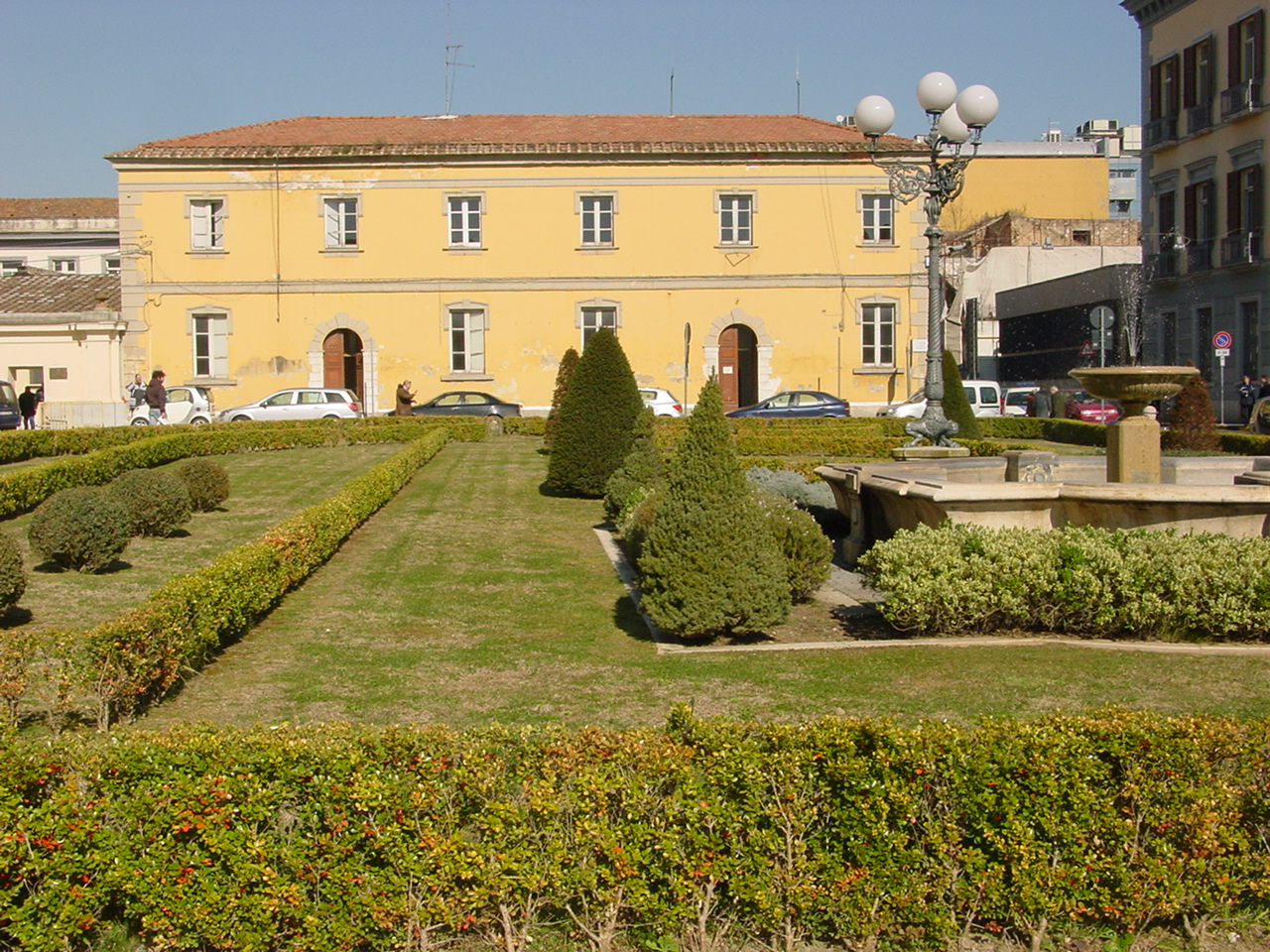
Casamento della Marchesa, ein Nebengebäude des Palazzo Vecchio

Das Casamento della Marchesa ist ein Palast aus dem 18. Jahrhundert und ein Nebengebäude des Palazzo Vecchio im Zentrum von Caserta in der italienischen Region Kampanien. Es liegt am Corso Pietro Giannone, 1.
Früher war in dem 1703 errichteten Gebäude die Bäckerei der Truppen untergebracht. Seinen heutigen Namen erhielt das Gebäude nach dem Titel, den Anna, die Tochter von Andrea Matteo Acquaviva d’Aragona als Markgräfin (it: Marchesa) von Bellante innehatte. Sie folgte ihrem Vater im Besitz des Lehens Caserta nach. Das Haus wurde nach der Verbreiterung des Corso Pietro Giannone vergrößert. Heute ist dort der Sitz des Italienischen Roten Kreuzes in der Stadt.